# Robert Helps
Robert Helps (* 23. September 1928 in Passaic, New Jersey; † 24. November 2001 in Tampa, Florida) war ein US-amerikanischer Pianist und Komponist.
Er war einer der herausragendsten Schüler von Abby Whiteside und vielleicht der bekannteste Verfechter ihrer Rhythmustheorie. Er studierte Komposition bei Roger Sessions, der einen großen Einfluss auf seine Karriere hatte und dessen Musik häufig aufgeführt und aufgenommen wurde.
Helps unterrichtete Klavier an dem New England Conservatory of Music, am San Francisco Conservatory of Music, an der Princeton University, der Stanford University, der University of California, Berkeley, der Manhattan School of Music und der University of South Florida.
Helps wurde mit dem National Endowment for the Arts, dem Guggenheim-Stipendium und der Ford Foundation ausgezeichnet. 1976 erhielt er einen Academy Award von der American Academy of Arts and Letters. Seine Musik erschien unter anderem bei NAXOS, CRI, Desto, and Albany labels.
Das Archiv liegt in den Händen der Special Collections der University of South Florida. Die Universität sponsert ebenfalls ein Robert Helps Festival und schreibt für Komponisten einen jährlichen Robert Helps Preis aus.

### Interviews
- http://www.bruceduffie.com/helps2.html von Bruce Duffie (englisch)